# (7453) Slovtsov
(7453) Slovtsov (1978 RV1) – planetoida z pasa głównego asteroid okrążająca Słońce w ciągu 3,42 lat w średniej odległości 2,27 j.a. Została odkryta 5 września 1978 roku przez Nikołaja Czernycha.